# St. Joseph (Kulz)

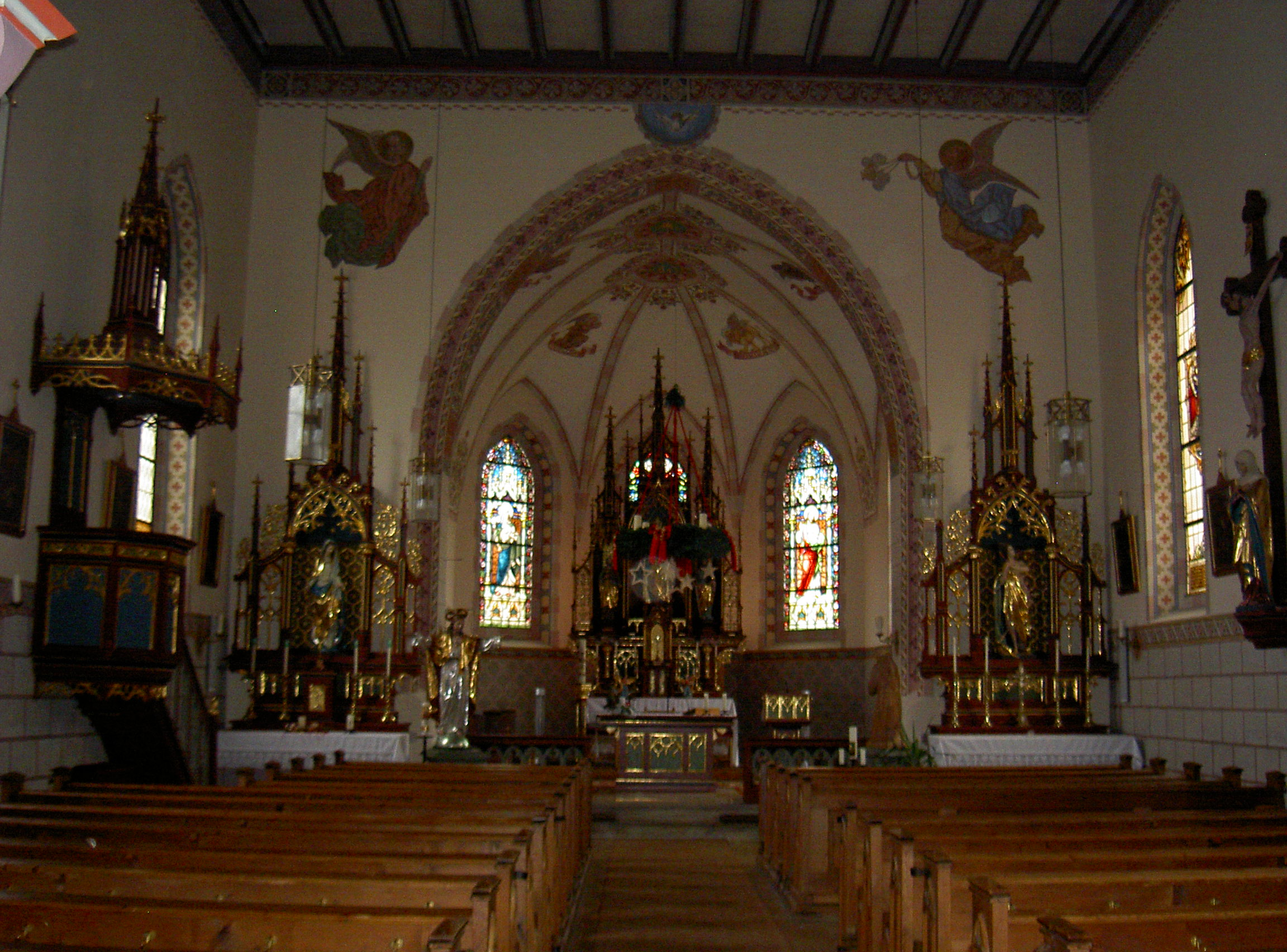
St. Joseph (Kulz)

Die römisch-katholische, denkmalgeschützte Expositurkirche St. Joseph steht in Kulz, einem Gemeindeteil der Gemeinde Thanstein im Landkreis Schwandorf der Oberpfalz. Die Kirche gehört zum Bistum Regensburg. Das Bauwerk ist unter der Denkmalnummer D-3-76-172-15 als Baudenkmal in die Bayerische Denkmalliste eingetragen.

## Beschreibung
Die neugotische Saalkirche wurde 1870–74 erbaut und 1985–88 renoviert. Sie besteht aus einem Langhaus, einem eingezogenen, dreiseitig geschlossenen Chor im Osten, an dessen Nordwand die Sakristei angebaut ist, und einem Kirchturm im Westen der Nordseite des Langhauses. Die neugotische Kirchenausstattung ist vollständig erhalten. Die Orgel auf der Empore wurde 1954 von Michael Weise gebaut. Unter der Empore steht ein Opferstock aus Granit von 1769.